# Estación de Utrera
Utrera es una estación ferroviaria situada en el municipio español de Utrera, en la provincia de Sevilla, comunidad autónoma de Andalucía. Históricamente, constituyó un nudo ferroviario en el que se unían las líneas Sevilla-Cádiz y Utrera-La Roda, lo que supuso que la estación gozase de cierta importancia dentro de la red férrea. Debido a ello, Utrera llegó a disponer de un depósito de locomotoras, de placa giratoria y de unos talleres auxiliares para reparaciones.
La estación dispone de servicios de Media Distancia y forma parte también de la línea C-1 de Cercanías Sevilla.

## Situación ferroviaria
La estación se encuentra situada en el punto kilométrico 31,7 de la línea férrea de ancho ibérico Alcázar de San Juan-Cádiz. El kilometraje toma Sevilla como punto de partida y sigue de hecho el kilometraje de la antigua línea Sevilla-Cádiz. El tramo es de vía doble banalizada y se encuentra electrificada.
Al norte de la estación se encuentra la bifurcación que enlaza con la línea Utrera-Fuente de Piedra.

## Historia
La estación fue inaugurada el 1 de mayo de 1860 con la apertura del tramo Sevilla-Jerez de la Frontera de la línea que pretendía unir Sevilla con Cádiz. Las obras corrieron a cargo de la Compañía de los Ferrocarriles de Sevilla a Jerez y de Puerto Real a Cádiz que poco después cambió su nombre al de Compañía de los Ferrocarriles de Sevilla a Jerez y Cádiz. En 1879, optó por vender la línea a la Compañía de los Ferrocarriles Andaluces que pagó por ella 6 millones de pesetas. En 1936, durante la Segunda República, Andaluces fue incautada debido a sus problemas económicos y asignada la gestión de sus líneas férreas a la Compañía Nacional de los Ferrocarriles del Oeste. Esta situación no duró mucho ya que en 1941, con la nacionalización de toda la red ferroviaria española, la estación pasó a manos de RENFE.
Desde el 31 de diciembre de 2004 Renfe Operadora explota la línea mientras que Adif es la titular de las instalaciones ferroviarias.

## La estación
Está ubicada al oeste del núcleo urbano a poco más de un kilómetro del centro. El edificio para viajeros es de estilo clásico. Es de planta rectangular, dos alturas y disposición lateral a las vías. Su austeridad exterior contrasta con el interior ya que tanto el vestíbulo como el andén principal está decorados con mosaicos. Dispone de tres andenes, uno lateral y dos centrales a los que acceden cinco vías. En el exterior existe un aparcamiento habilitado.

## Servicios ferroviarios

### Media Distancia
Renfe Operadora presta servicios de Media Distancia en la estación gracias a su línea 65 que une Sevilla con Cádiz con una frecuencia que alcanza, en días laborables los seis trenes en ambos sentidos. Algunos de estos tienen como destino/origen la estación de Córdoba. 
| Línea MD | Trenes | Origen/Destino  |  | Destino/Origen |
| -------- | ------ | --------------- |  | -------------- |
| 65       | MD     | Sevilla Córdoba |  | Cádiz          |

### Cercanías
La estación está integrada en la línea C-1 de la red de Cercanías Sevilla, siendo el terminal sur de la línea. Eso último no impide que algunos trenes continúen su trayecto hasta Lebrija. La frecuencia media es de un tren cada 20-30 minutos. En general, el trayecto entre Utrera y el centro de Sevilla se realiza en treinta minutos.
| procedencia/destino | < estación   | Línea                   | estación > | destino/procedencia |
| ------------------- | ------------ | ----------------------- | ---------- | ------------------- |
| Lora del Río        | Cantaelgallo |                         | Terminal   | Terminal            |
| Lora del Río        | Cantaelgallo | Las Cabezas de San Juan | Lebrija    |                     |